# Relaciones Japón-Paraguay
Las relaciones Japón–Paraguay son las relaciones exteriores entre el Estado de Japón y la República del Paraguay. Con la firma del Acuerdo Comercial bilateral entre ambos, los dos países establecieron relaciones diplomáticas el 17 de noviembre de 1919. Japón tiene una embajada en Asunción. Paraguay tiene una embajada en Tokio.
Las relaciones bilaterales fueron suspendidas durante la Segunda Guerra Mundial; En otras palabras, Paraguay rompió relaciones diplomáticas con las Fuerzas del Eje (en la cual Japón era uno de sus principales miembros) el 28 de enero de 1942, y finalmente Paraguay declaró la guerra a Japón -y a su aliada Alemania- el 7 de febrero de 1945.
El 8 de septiembre de 1951, Japón, Paraguay, los Estados Unidos y otras 46 Naciones aliadas excepto la URSS, la República Popular China, y sus aliados, en virtud de la ratificación del tratado el 28 de noviembre de 1951 en Japón y el 15 de enero de 1953 en Paraguay, sus relaciones bilaterales fueron restauradas. En abril de 1972, el presidente paraguayo Alfredo Stroessner realizó una visita de estado a Tokio, donde se reunió con el emperador Hirohito, asimismo en 1978, los príncipes herederos Akihito y Michiko visitaron Paraguay.
Hay alrededor de 7000 paraguayos de ascendencia japonesa, cuyos antepasados llegaron a Paraguay entre 1936 y 1959.
Ambos países son miembros de pleno derecho de las Naciones Unidas y de la Organización Mundial del Comercio.

## Misiones diplomáticas

### Embajadores japoneses en Paraguay
- Shosuke Ito (2000-2003)[7]
- Toshihiro Takahashi (2003-2007)[8]
- Kenro Iino (2007-2008)[9]
- Kazuo Watanabe (2008-2011)[10]
- Takeshi Kamitani (2011-2014)[11]
- Yoshihisa Ueda (2014-)[12]

### Embajadores paraguayos en Japón
1. Nicolás de Bari Flecha Torres (1956-1961)[13]
2. Desiderio Melanio Enciso (1972-1976)[13]
3. Marcos Martínez Mendieta (1977-1984)[13]
4. Juan Carlos Hrase von Bargen (1984-1989)[13]
5. Fernando B. Costantini (1990-1993)[13]
6. Federico Mandelburger (1993-1997)[13]
7. Miguel Ángel Solano López Casco (1997-2004)[13]
8. Isao Taoka (Issei Paraguayo japonés,[14] 2004-2009)[13]
9. Naoyuki Toyotoshi (Issei Paraguayo japonés,[15] 2009-2017)[13]
10. Raúl Alberto Florentín Antola (2017-)[16]